# El retorno de la historia
El retorno de la historia es un libro del político alemán Joschka Fischer sobre los problemas, amenazas y conflictos actuales. Analiza la situación posterior al ataque del 11 de septiembre y busca alternativas. Además compara las relaciones internacionales del siglo XXI con la experiencia de la historia.

## Temas
El orden mundial del siglo XXI, para Fischer, estará basado en el poder de Estados Unidos como única superpotencia global y en la capacidad de legitimación del sistema de las Naciones Unidas. El nuevo orden depende de los países de Occidente y de sus reacciones a nuevas circunstancias. 
Fischer coincide en que el final de la historia no viene marcado ni por el fin de la posguerra ni por el del siglo: “Nosotros no vamos a ser testigos de cómo acaba la historia, sino de cómo empieza de nuevo”, pues los acontecimientos del 11 de septiembre de 2001 concluyeron el periodo de posguerra e introdujeron al mundo en nuevo siglo. Fischer se refiere en su tesis a las palabras de Timothy Garton Ash: “si la caída del mundo representó, en la práctica, el fin de un siglo breve, hay razones fundadas para pensar que la destrucción del World Trade Center supone el auténtico principio del siglo XXI. Welcome to another brave new world".[cita requerida]
El autor reparte su libro en siete capítulos y explica en ellos las nuevas condiciones, las amenazas, las relaciones entre Este y Oeste y posibles salidas. Se pensaba que después del siglo XX, “la era de los extremos”, llegaría la época de tranquilidad y podría disfrutar de un nuevo periodo de paz duradera, pueden estar desengañados. Los ataques contra Estados Unidos son presagio del “nuevo totalitarismo”. La rabia del mundo Occidental llevó al enfrentamiento entre Occidente y el mundo árabe-musulmán, “el choque de civilizaciones” como lo predijo Samuel Huntington. La evolución de este conflicto dependerá de forma decisiva de la estrategia que occidente adopte. Si dicha estrategia no resultara consistente o si se aplicase pensando únicamente a corto plazo, el conflicto se intensificaría y los terroristas contarían con un mayor apoyo dentro del mundo islámico. También las estrategias de Occidente aplicadas a la democratización de la zona islámica podrían provocar una islamización del mundo árabe-musulmán. 
El nuevo orden mundial propio de la economía globalizada y del sistema internacional de estados después del impulso del 11 de septiembre funciona en la desintegración global. ¿Cuales son las líneas de fractura de este proceso para el autor? El fanatismo religioso y el terrorismo, las desigualidades entre ricos y pobres, el vacío ideológico, el egoísmo del poder. Al respecto a esto, los principales agentes o actores del sistema internacional tienen que proyectar un nuevo plano de orden mundial y ponerse a la altura de su tarea. Sobre todo los Estados Unidos de forma conjunta con la Unión Europea son responsables de la perspectiva de ordenación mundial. Los europeos y estadounidenses deben tomar en consideración en proyectos del nuevo orden también otros actores muy importantes, en particular: Rusia, China, los países de Asia meridional y oriental, de África y América Central y del Sur. La cuestión del futuro orden mundial para Fischer no afecta solo a las diversas potencias y actores de la política internacional, sino también a las grandes tendencias de los desarrollos regionales y globales tanto del sistema de estados como de la economía mundial. El sistema político internacional se encuentra ante la necesidad de adaptarse a la globalización económica, tecnológica y ecológica – esto es una necesidad objetiva de cooperación y consenso en el siglo XXI. Estados Unidos necesita a Occidente tanto como lo necesita la Unión Europea, y no menos; y en beneficio de una concepción históricamente sensata de sus propios intereses, Estados Unidos necesita una Europa unida y fuerte. Para mejorar el sistema trasatlántico, la Unión Europea debe adoptar de una vez por todas sus estructuras militares al proceso de integración. La OTAN debe convertirse en el auténtico eslabón entre Estados Unidos y la UE. 
El 11 de septiembre de 2001 dejó claro cuál es la región del mundo de la que procede actualmente el mayor peligro para la seguridad de Estados Unidos, de Europa y, por lo tanto, de todo Occidente. Esta región es el Próximo y Medio Oriente. El Occidente debe tener una presencia amplia para evitar un nuevo estancamiento de Estados árabes y responder a posibles nuevos retrocesos. ¿Que más el Occidente debe hacer para establecer nuevo orden mundial? En primer lugar existe la necesidad de un crecimiento económico en el siglo XXI, porque la globalización se expanda con éxito depende nada más y nada menos de que la seguridad del mundo. Además las Naciones Unidas necesitan transformación, porque hoy día no tiene capacidad para funcionar como sistema global se seguridad colectiva. Hay que definir los nuevos objetivos de este sistema propiciado por una ONU que requiere una urgente renovación que le permita dar respuesta a los retos del siglo XXI.	

## Conclusiones
No podemos vivir solos y vivir en paz, pues nuestro bienestar depende del bienestar de otras naciones. Fischer subraya que los agentes más significativas: Estados Unidos, Occidente y las Naciones Unidas deben enfrentar siete restos del mundo globalizado, que son: luchar contra el nueva forma de totalitarismo que representa el terrorismo islamista de la Yihad, resolver conflictos regionales de extrema peligrosidad, reconstruir estados destrozados o incluso regiones sumidas por completo en el colapso, impedir la proliferación de armas de destrucción masiva, integrar a grandes potencias emergentes en el sistema internacional, adoptando medidas globales de seguridad colectiva, dar a la globalización un nuevo sentido político y social y por último hacer extensivo el modelo económico y social de Occidente.